# Рея (станція)
Рея — проміжна станція 5-го класу Коростенської дирекції Південно-Західної залізниці лінії Бердичів — Житомир, між станціями Кодня та Бердичів-Житомирський. Розташована поблизу однойменного села.

## Історія
Лінія Бердичів — Житомир була прокладена 1896 року. Того ж року на лінії виникла станція Рея. 1915 року лінію було перешито з вузької колії на широку.

## Розклад
- Розклад руху приміських поїздів;
- ст. Рея